# I. e. 192
Évszázadok: i. e. 3. század – i. e. 2. század – i. e. 1. század
Évtizedek: i. e. 240-es évek – i. e. 230-as évek – i. e. 220-as évek – i. e. 210-es évek – i. e. 200-as évek – i. e. 190-es évek – i. e. 180-as évek – i. e. 170-es évek – i. e. 160-as évek – i. e. 150-es évek – i. e. 140-es évek
Évek: i. e. 197 – i. e. 196 – i. e. 195 – i. e. 194 –  i. e. 193 – i. e. 192 – i. e. 191 – i. e. 190 – i. e. 189 – i. e. 188 – i. e. 187

## Események

### Görögország
- Spárta elkezdi visszafoglalni korábban elvesztett területeit, az Akháj Szövetség pedig Rómától kér segítséget. A rómaiak egy hajóhadat küldenek, de az akhájok még a megérkezésük előtt megtámadják a spártaiakat. Flottájuk vereséget szenved és Güthiónnál a spártaiak szárazföldön is visszaverik őket, így a szövetség vezetője, Philopoimén visszavonul Tegeába.
- Philopoimén röviddel később ismét benyomul Lakóniába, ahol Nabisz spártai türannosz erői meglepik, de ennek ellenére legyőzi őket.
- Nabisz az Aitóliai Szövetségtől kér segítséget. Azok 1000 lovast és 300 gyalogost küldenek, de meglepetésszerűen meggyilkolják Nabiszt és elfoglalják a palotát, mire a spártai lakosok rájuk támadnak és kiűzik őket.
- Philopoimén a vezetőjét vesztett Spárta ellen vonul, megszállja a várost és kényszeríti őket, hogy csatlakozzanak az Akháj Szövetséghez. Spárta véglegesen elveszti önállóságát.
- Az Aitóliai Szövetség Róma-ellenes szövetséget köt III. Antiokhosz szeleukida királlyal, aki 10 ezer katonával partra száll a thesszáliai Démétriaszban. A helyi görögök azonban gyanakodva és óvatosan fogadják.

### Róma
- Lucius Quinctius Flamininust és Cnaeus Domitius Ahenobarbust választják consulnak.
- L. Quinctius a lázadó ligurok, Cn. Domitius pedig a boiusok ellen arat győzelmet.
- Hispaniában a fellázadt ibér törzsek ellen érnek el sikereket: C. Flaminius praetor elfoglalja Licabrumot, M. Fulvius proconsul legyőzi az oretanusokat és a vettonusokat és megszállja Toletumot.

## Halálozások
- Nabisz, spártai türannosz

## Fordítás
- Ez a szócikk részben vagy egészben  a(z)   192 BC című angol Wikipédia-szócikk ezen változatának fordításán alapul.  Az eredeti cikk szerkesztőit annak laptörténete sorolja fel. Ez a jelzés csupán a megfogalmazás eredetét és a szerzői jogokat jelzi, nem szolgál a cikkben szereplő információk forrásmegjelöléseként.